# Les Cerqueux-de-Maulévrier
Les Cerqueux-de-Maulévrier – miejscowość i gmina we Francji, w regionie Kraj Loary, w departamencie Maine i Loara.
Według danych na rok 2010 gminę zamieszkiwało 821 osób, a gęstość zaludnienia wynosiła 59 osób/km².